# Dypsis plurisecta
Dypsis plurisecta är en enhjärtbladig växtart som beskrevs av Henri Lucien Jumelle. Dypsis plurisecta ingår i släktet Dypsis och familjen Arecaceae. IUCN kategoriserar arten globalt som otillräckligt studerad. Inga underarter finns listade i Catalogue of Life.